# John Edward Erickson

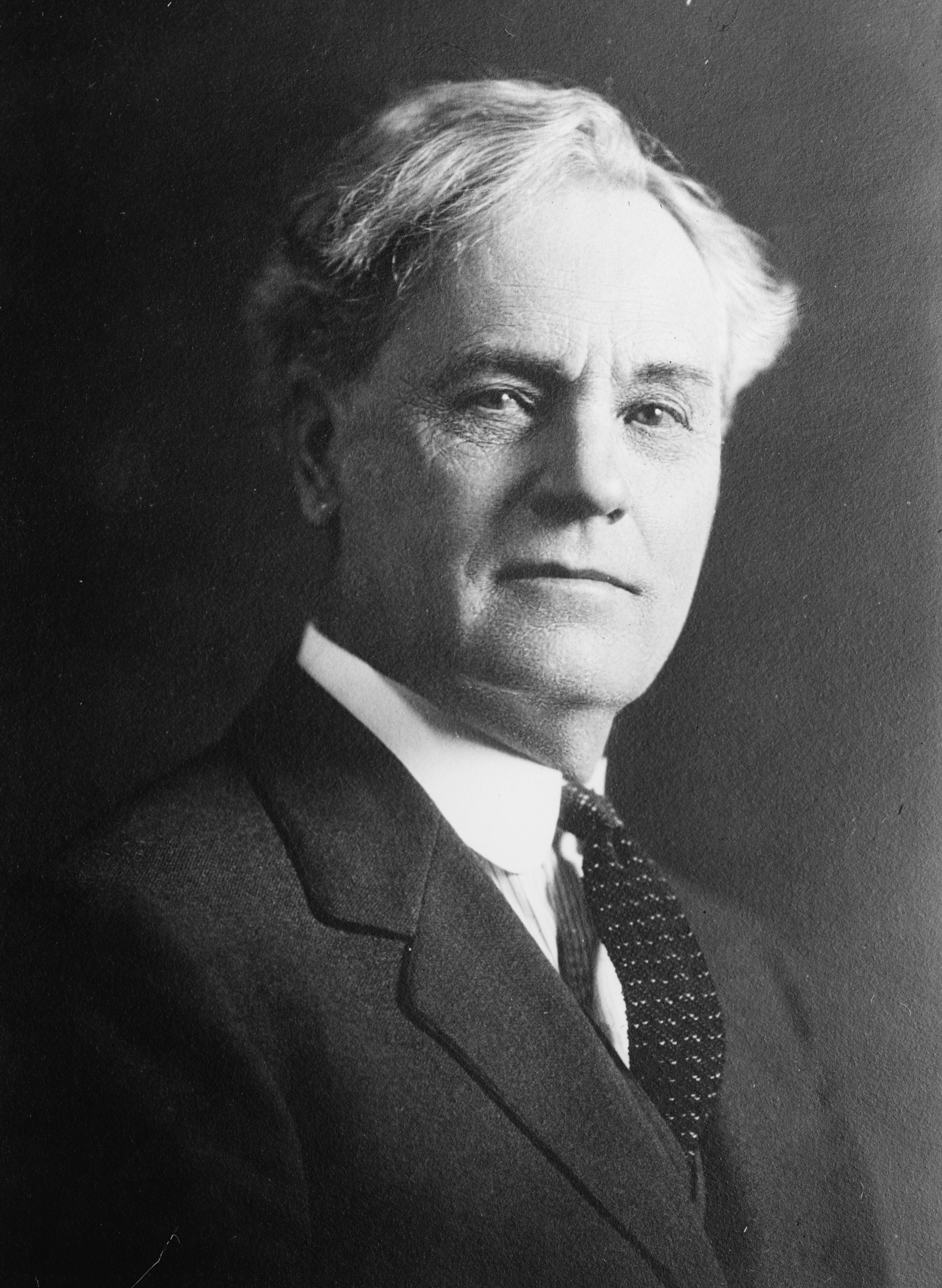
John E. Erickson, c.1933, como aparece no Biographical Directory of the United States Congress.

John Edward Erickson (14 de março, 1863 - 25 de maio de 1946) foi um político norte-americano do Partido Democrata de Montana e o oitavo governador de Montana.